# اکسوجنسیس: خاطرات تولد دوباره
اکسوجنسیس: خاطرات تولد دوباره (انگلیسی: Exogenesis: Perils of Rebirth) یک رمان مصور و بازی ویدئویی ماجراجویی تک‌نفره برای سکوهای لینوکس، ویندوز، اواس ده، پلی‌استیشن ویتا، اندروید و آی‌اواس می‌باشد که توسط کی‌وان توسعه و نشر پیدا کرده است. این بازی در دسامبر ۲۰۱۴ منتشر شده است.